# Proscyllium magnificum
Proscyllium magnificum es una especie de elasmobranquio carcarriniforme de la familia Proscylliidae.